# Værket
Værket er et musik- og teaterhus i Randers.
Værket blev indviet 1. oktober 1990 i de bygninger på Mariagervej tæt på Randers Centrum, som tidligere husede Randers Elværk. Bygningskomplekset havde stået tomt siden byens moderne kraftvarmeværk på byens havn blev taget i brug otte år tidligere. Bygningerne er tegnet af arkitekt Julius Smith, og den specielle arkitektur blev i stor udstrækning bevaret under renoveringen og omdannelsen til kulturhus. 
Værket består bl.a. af Turbinehallen, der bruges som teatersal og bl.a. bruges af Randers Egnsteater, Ridehuset (tegnet af arkitekt Jensen-Værum i 1887, og som tidligere var ridebane for Jydske Dragonregiment, der anvendes til store koncerter, art cine-biografen KG:Bio samt en række mindre sale, møde- og øvelokaler. 
Der er desuden en restaurant på stedet, som er opkaldt efter bysbarnet, kunstneren Sven Dalsgaard.